# Futbolniy Klub Mordoviya
Football Club Mordovia Saransk (em russo: ФК Мордовия Саранск) foi um clube de futebol da cidade de Saransk, na Rússia. Disputava a Russian Premier League.
Em 18 de junho de 2020, o diretor do clube, Nikolay Levin, confirmou que o clube falhou no licenciamento da FNL para a temporada 2020-21, e não foi determinado em qual liga o clube jogará. O clube também não foi admitido na Liga Russa de Futebol Profissional de 2020-21, perdendo assim o profissionalismo.

## Títulos
- Liga Nacional: 2011-12 e 2013-14